# Romain Beynié
Romain Beynié (Lione, 6 maggio 1987) è un ex calciatore francese, di ruolo centrocampista.

## Carriera
Esordisce con la maglia dell'Olympique Lione il 6 dicembre 2005 nella partita Lione-Rosenborg (2-1) valida per la UEFA Champions League 2005-2006.
Nel 2008 passa in prestito al Tubize, squadra neopromossa in massima divisione belga, con cui disputa 24 partite di campionato.
All'inizio della stagione 2009-2010 torna al Lione, ma non gioca nessuna partita e quindi a gennaio passa in prestito al Gueugnon, in terza divisione francese. Il 12 giugno del 2011 viene ufficializzato il trasferimento al Luzenac, club della seconda serie francese.